# Schweigersdorf

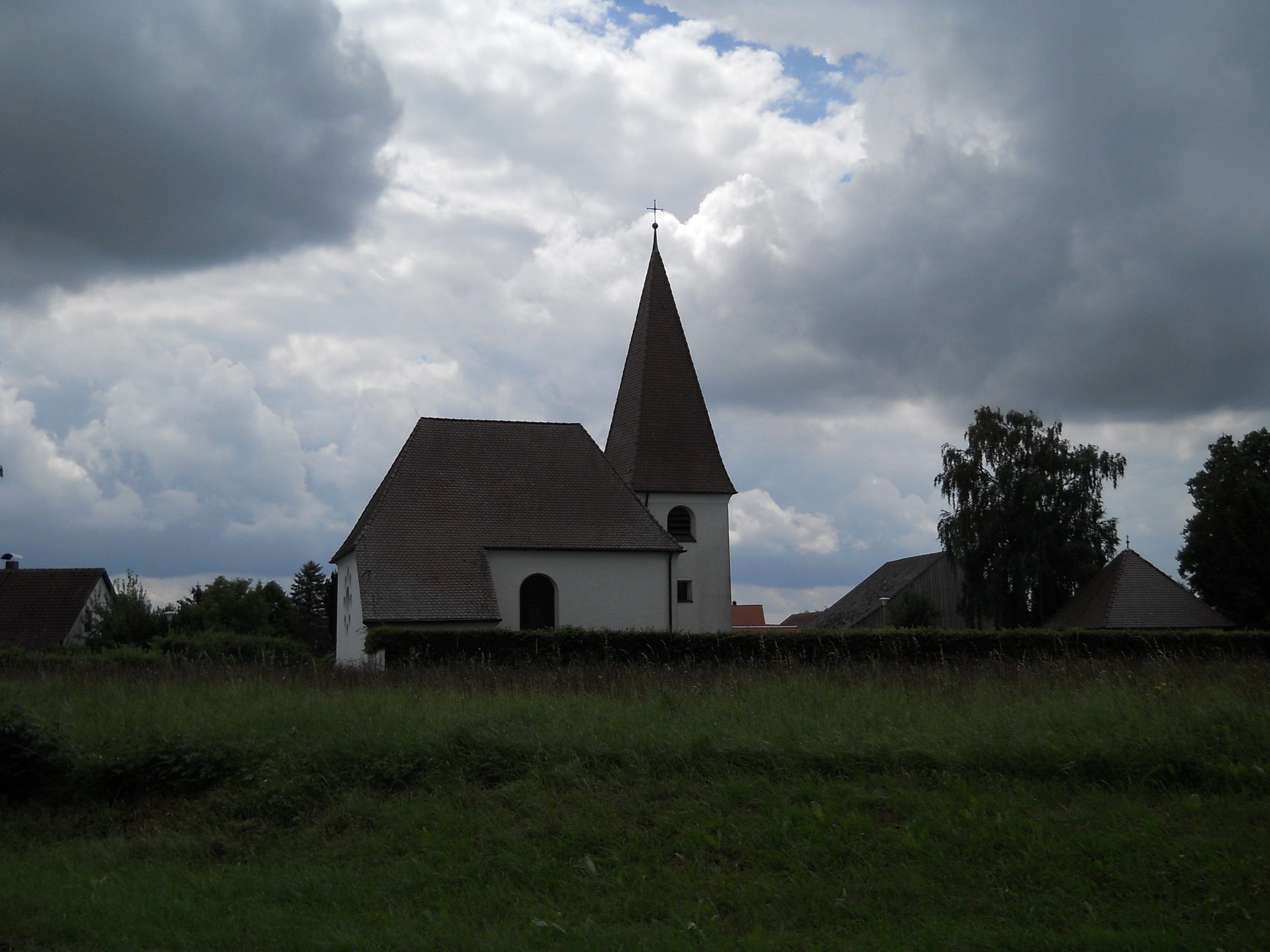
Schweigersdorf, Kirche

Schweigersdorf ist ein Gemeindeteil der Stadt Berching im Landkreis Neumarkt in der Oberpfalz in Bayern.

## Lage
Das Dorf liegt auf der Hochfläche der südlichen Frankenalb im Naturpark Altmühltal südöstlich des Gemeindesitzes Berching und nordöstlich von Beilngries (Landkreis Eichstätt).
Die genaue Lage des Ortes ist zwischen Wallnsdorf (Landkreis Neumarkt) und Oberndorf (Landkreis Eichstätt).

## Geschichte
„Sweickersdorff“ (= Sippensiedlung des Swiker, Switger oder Swidiger) ist erstmals 1129 im Zusammenhang mit der Gründung des Benediktinerklosters Plankstetten urkundlich genannt; die Stifter gaben unter anderem einen Hof und ein Lehen in Schweigersdorf zur Erstausstattung des Klosters. 1298 erhielt das Kloster vom Hirschberger Vogt Güter in Schweigersdorf. Im Zuge der Hirschberger Erbschaft nach dem Aussterben der Grafen von Hirschberg mit Gebhard VII. († 4. März 1305; bestattet im Kloster Rebdorf) wurde der Ort noch 1305 im Gaimersheimer Spruch der Landeshoheit des Eichstätter Bischofs zugesprochen. Grundherren im Dorf blieben über Jahrhunderte hin im Wesentlichen sowohl der Bischof als auch das Kloster. Zu unbekannter Zeit kam das Dominikanerinnenkloster Heiligkreuz in Regensburg in den Besitz dreier Schweigersdorfer Höfe; sie kaufte um 1560 Rudolf von Hirnheim zu Jettenhofen dem Kloster ab. 1585 gingen diese Höfe an das Hochstift über, verblieben aber kastenamtlich bei Jettenhofen. Auch das Kloster Plankstetten konnte seinen Besitz im Dorf durch Stiftungen vermehren. 1644 ist die Rede davon, dass in der Schweigersdorfer Flur die Herrschaft Holnstein einige Grundstücke besaß, die an Bauern im Ort verpachtet waren. Auch die Wohltätigkeitsstiftung „Reiche Almosen“ in Beilngries besaß zu dieser Zeit Äcker in der Dorfflur. Nach 1644 erwarb die Stadt Berching zwei Höfe für ihre Wohltätigkeitsstiftung des Reichen Almosens. Ende des 18. Jahrhunderts zinsten sechs Höfe an das bischöfliche Kastenamt Beilngries (bis 1740 Hirschberg) des Oberamtes Hirschberg, vier an das Klosteramt Plankstetten und zwei an Berching. Während die zwei Berchinger Anwesen unter der Vogtei Berchings standen, gehörten alle anderen zur Vogtei Hirschberg. Bezüglich der Ehehaft gehörte das Dorf zu Kevenhüll. 1830 wohnten in 14 Häusern 70, 1950 in 19 Häusern 132 Dorfbewohner.
Bei der Säkularisation kam das untere Hochstift, zu dem das Oberamt Beilngries-Hirschberg und damit auch Schweigersdorf gehörte, 1802 an Großherzog Erzherzog Ferdinand III. von Toskana und 1806 an das Königreich Bayern und dort in das Landgericht Beilngries. Bis dahin war Schweigersdorf eine eigene Gemeinde. 1809 bildete Schweigersdorf zusammen mit Wallnsdorf den Steuerdistrikt Wallnsdorf, der 1811 zur Ruralgemeinde wurde. Dabei blieb es bis zur bayerischen Gebietsreform, bei der sich die Gemeinde Wallnsdorf am 1. Januar 1972 der Stadt Berching im Landkreis Neumarkt in der Oberpfalz anschloss.

## Katholische Filialkirche Maria, Hilfe der Christen
Kirchlich war das Dorf dem Kloster Plankstetten zugeordnet. Die Vorgängerkirche wurde am 13. Juni 1871 geweiht; über dem Westportal befand sich in einer Nische ein flaches Steinrelief, den hl. Stephanus darstellend (Mitte des 16. Jahrhunderts, überarbeitet). Die heutige Kirche wurde am 25. November 1956 vom Plankstetter Abt Jakobus Pfättisch eingeweiht. Architekt war Josef Elfinger, Ingolstadt. An der Altarseite findet man ein neunteiliges modernes Glasfenster. – 1878 erhöhte Katharina Schippl aus Schweigersdorf durch eine Stiftung das Kapital der 2. Kooperatur von Plankstetten.

## Vereine
- DJK-SV Wallnsdorf-Schweigersdorf, gegründet 1968, mit einem Sportheim in Schweigersdorf (seit 2004)
- Freiwillige Feuerwehr Wallnsdorf-Schweigersdorf
- Obst- und Gartenbauverein Schweigersdorf-Wallnsdorf